# Космос-2021
Космос-2021 је један од преко 2400 совјетских вјештачких сателита лансираних у оквиру програма Космос.
Космос-2021 је лансиран са космодрома Тјуратам, Бајконур, СССР, 24. маја 1989. Ракета-носач Сојуз је поставила сателит у орбиту око планете Земље. 